# Dulsberg
Dulsberg (en baix alemany Dulsbarg) és un barri del bezirk d'Hamburg-Nord a la ciutat estat d'Hamburg a Alemanya. El 2011 tenia 18.122 habitants sobre una superfície d'1,2 km². Quant a la superfície és un dels barris més petits de la metròpolis hanseàtica.
El barri se situa entre l'Osterbek i Barmbek-Nord al nord, i Barmbek-Süd a l'oest, Wandsbek a l'est i el Eilbekkanal i el barri de Hamm al sud.

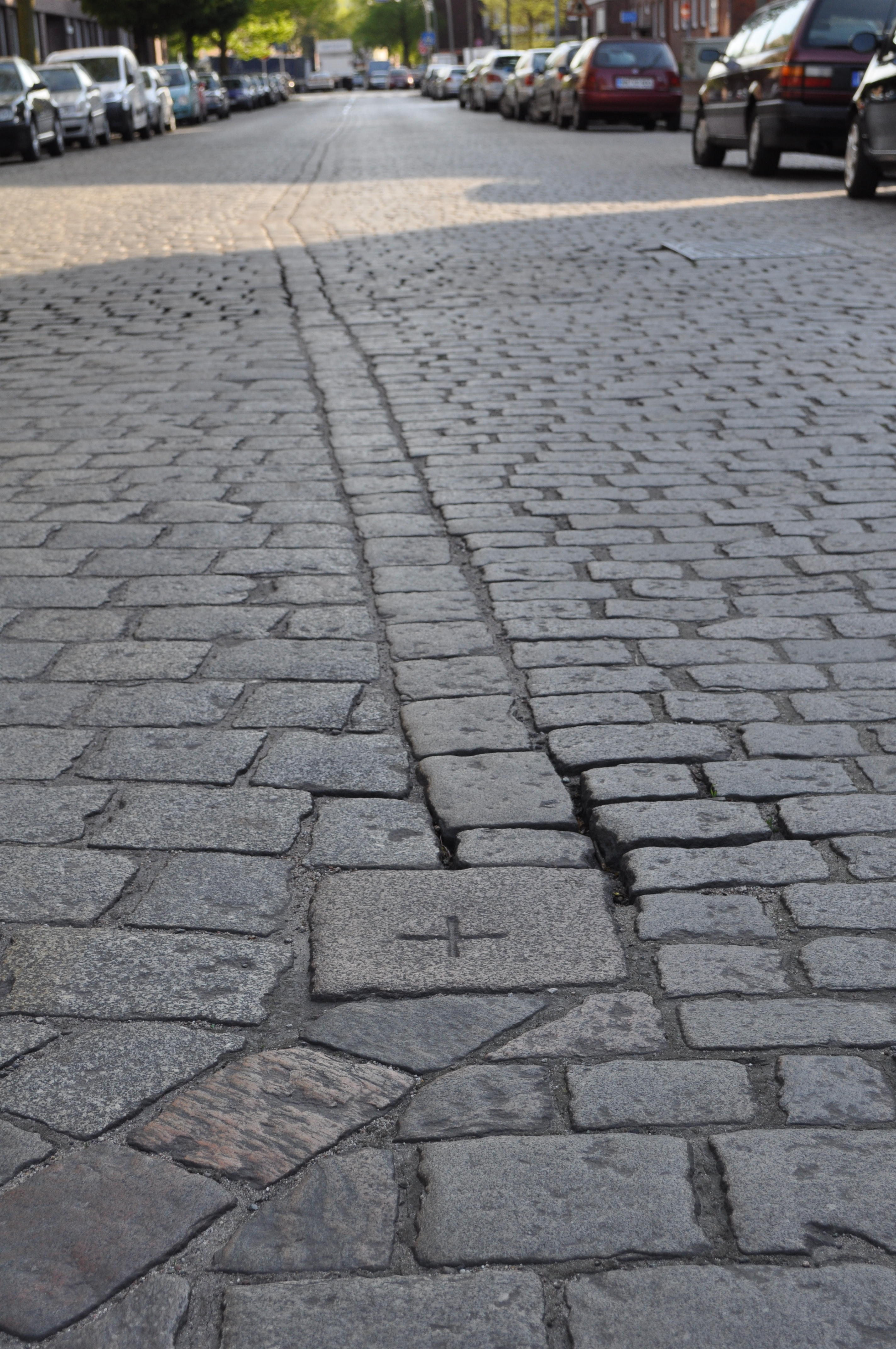
Antiga frontera d'estat entre Hamburg i Prússia al carrer Eulenkamp

El nom prové de Dolsberg el que significa Mont del Diable. El barri és una part de la parròquia històrica de Barmbek que només va començar a urbanitzar-se a l'inici del segle xx. El primer esment dat de l'acte de venda del 1271 quan l'Hospital del Sant Esperit comprà el terra del comte Gerard I de Holstein-Itzehoe. Per a més d'història sobre Dulsberg, vegeu també l'article Barmbek-Nord.
Una reforma del 1830 va acordar totes les terres i possessions dels monestirs i hospitals de Dulsberg a la ciutat d'Hamburg. Com que la major part de la superfície era propietat de la ciutat estat, la seva urbanització sistemàtica i planificada per la gerència d'urbanisme n'era més fàcil que si hagués calgut negociar amb propietaris privats. El 1910 la primera indústria va instal·lar-se, després de la canalització del curs inferior l'Osterbek, el terra del qual va utilitzar-se per a construir el ferrocarril vers Ohlsdorf, que més tard va integrar-se en la línia del metro U1.
El 1943, quasi tot el barri planificat als anys 1920 per Fritz Schumacher va ser destruït durant l'Operació Gomorra a la Segona Guerra Mundial. L'ús massiu de bombes incendiàries que van cremar els teulats i els paviments interiors de fusta però deixar els murs exteriors dempeus i la penuria de materials va fer que després de la guerra que l'aspecte original de l'arquitectura humanista de Schumacher i els seus col·legues a molts endrets va mantenir-se.

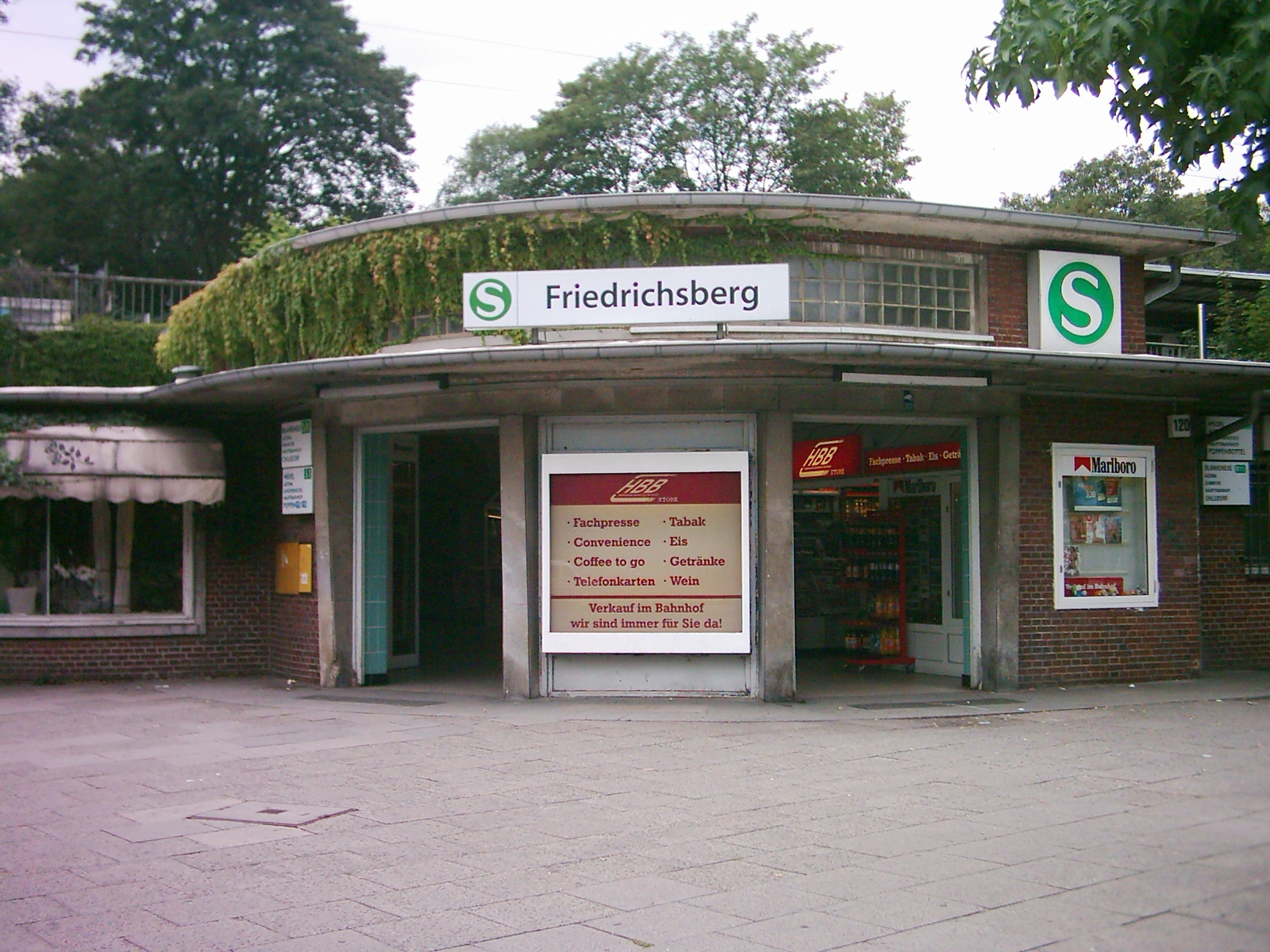
Estació Friedrichgsberg (S1)

És un barri avinent via les estacions de la U1 Alter Teichweg i Straßburger Straße i de la S1 Friedrichsberg. La desindustrialització i la baixa de la pol·lució consegüent van atreure els estudiants, seduïts pels lloguers menys rebarbatius que als barris centrals més de moda. Operacions de renovació urbana des de l'inici del segon mil·lenari continuen a revitalitzar l'endret. El carrer major Dithmarscher Straße va nogensmenys perdre moltes de les seves botigues de proximat, per causa de la competició dels centres comercials de Wandsbek i de Barmbek-Süd.

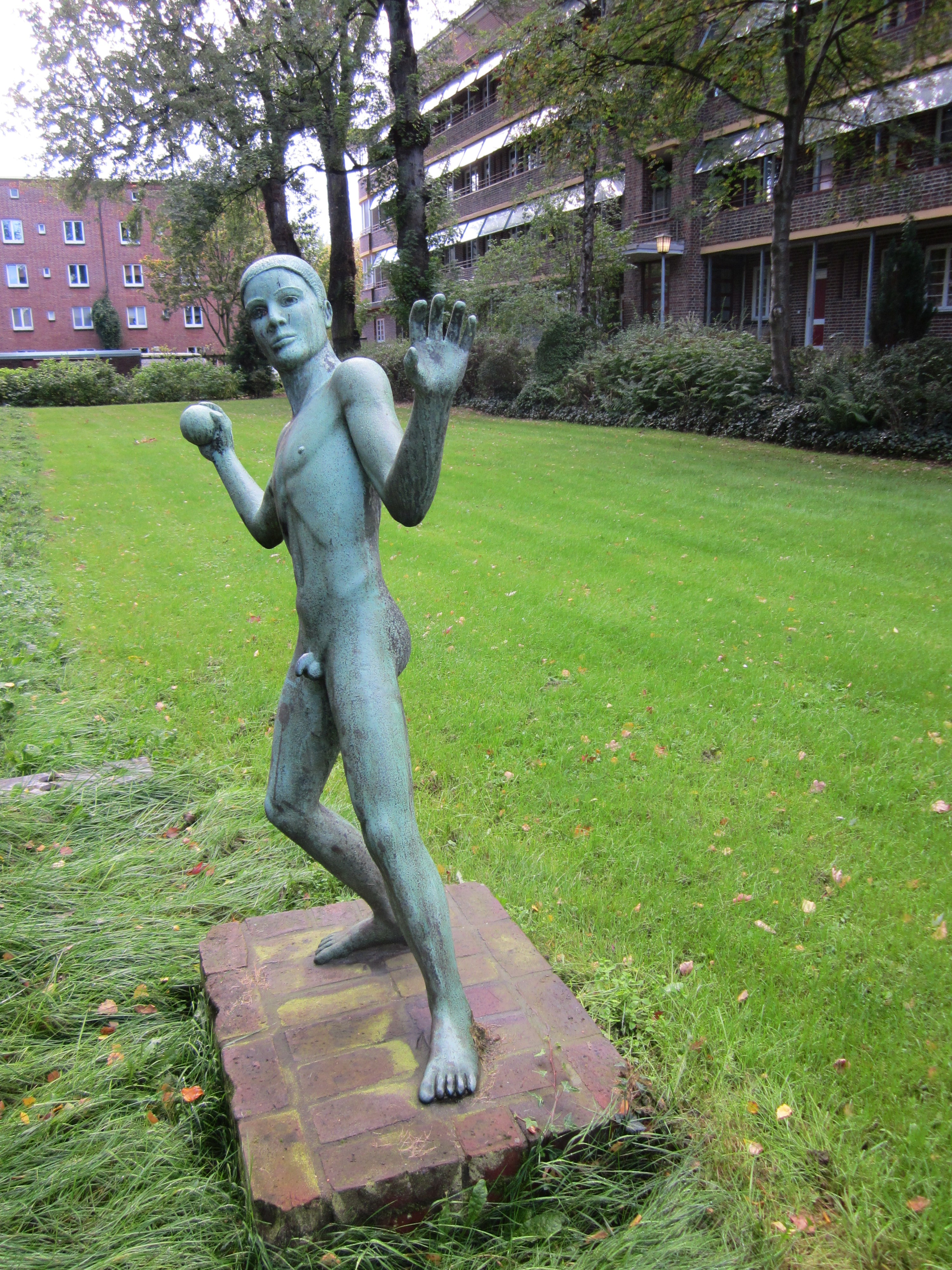
Bronze de Ludolf Albrecht al pati dels pisos socials entre els carrers Schletstadter i Elsässer Straße
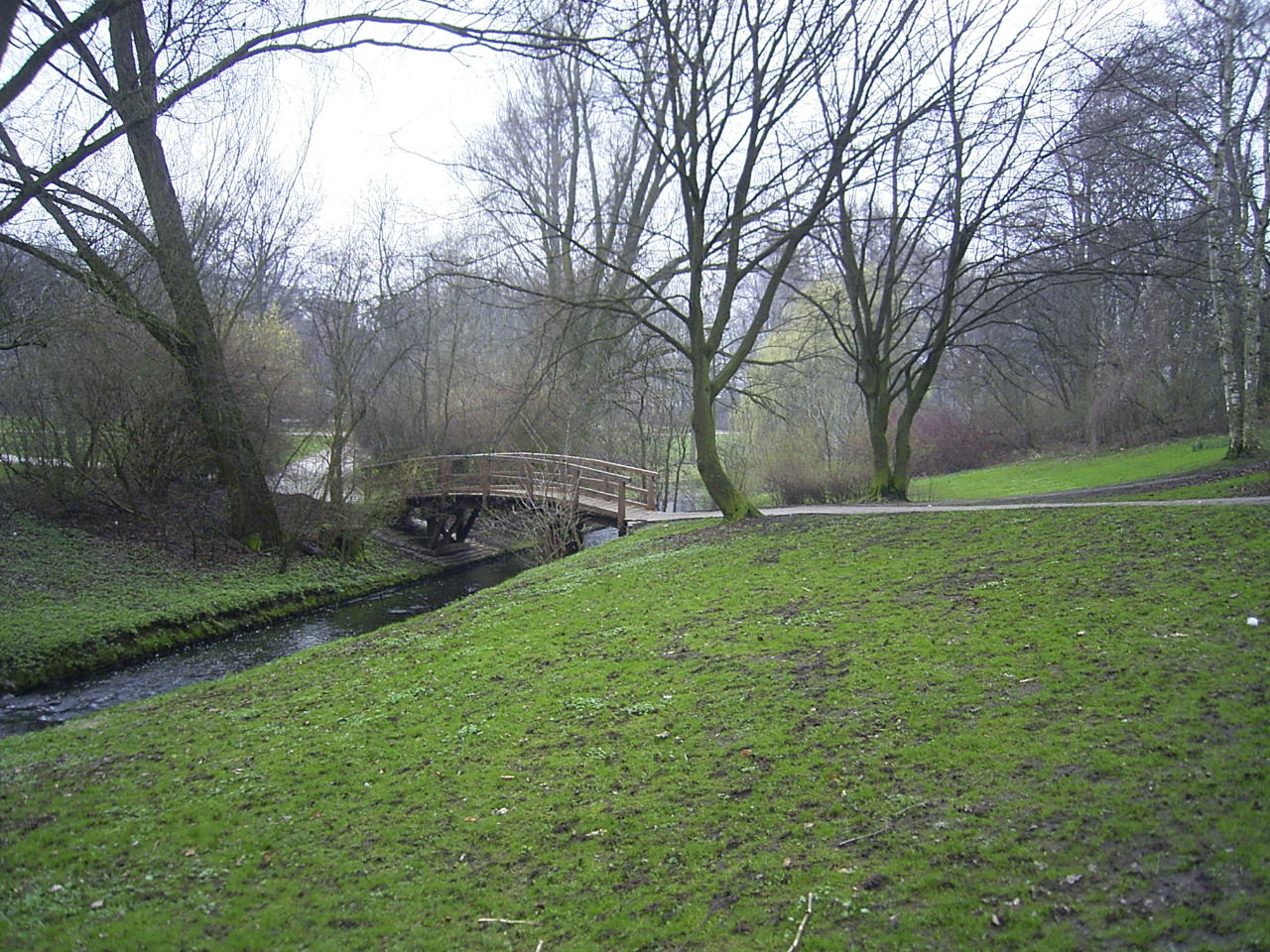
L'Osterbek a la frontera amb Barmbek-Nord
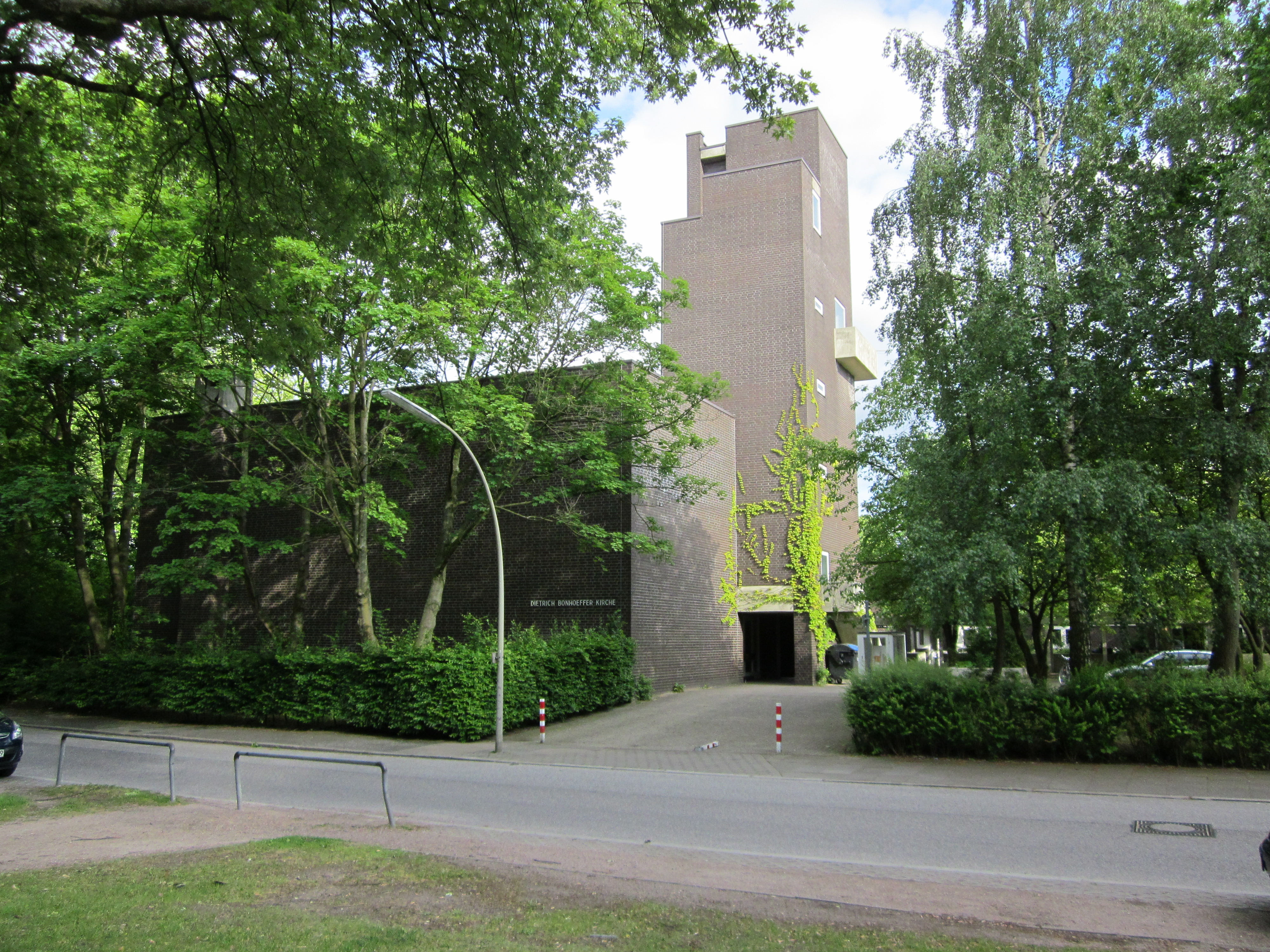
Campanar de l'església de Dietrich Bonhoeffer
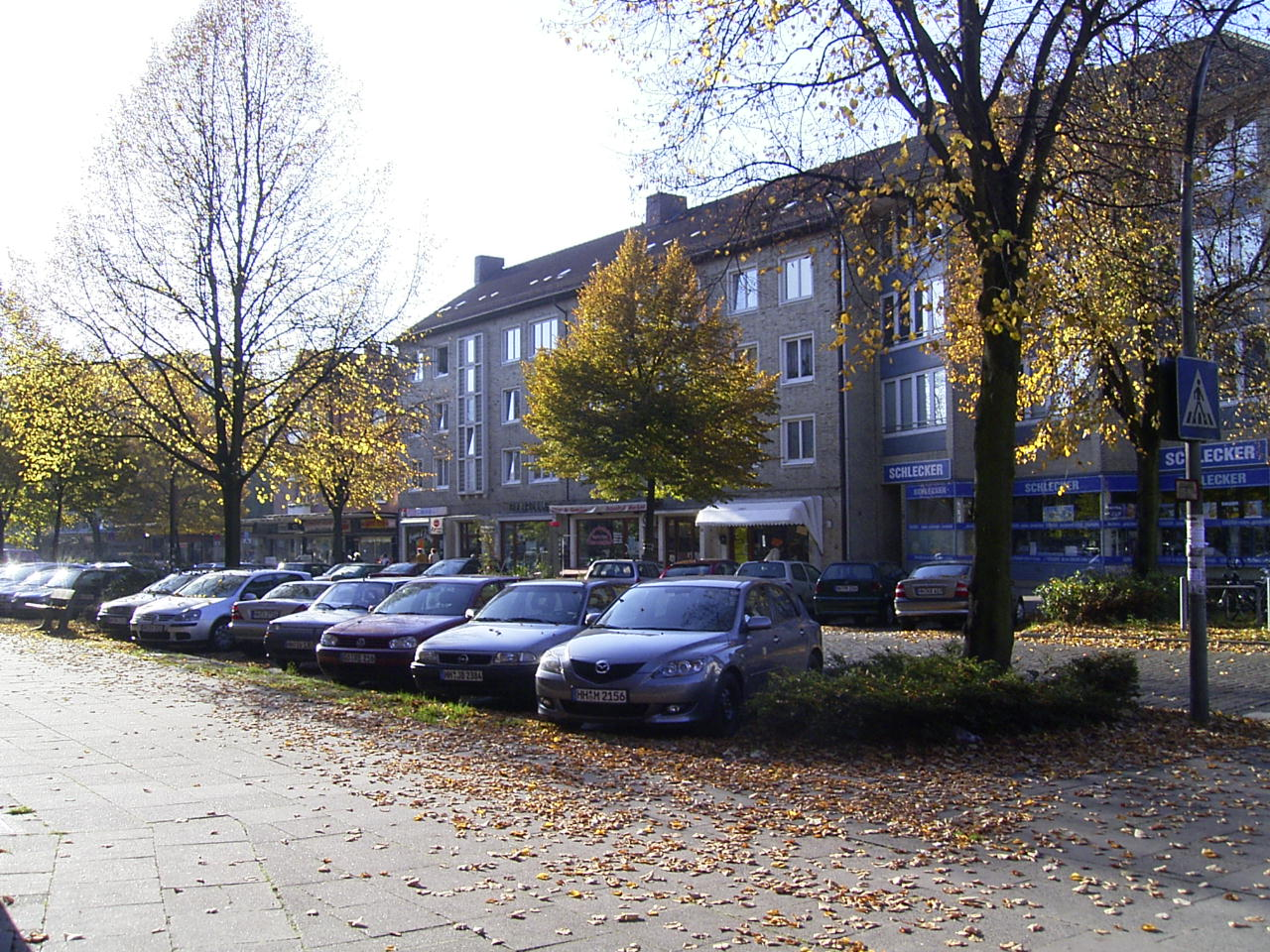
Carrer Major Dithmarscher Straße

## Llocs d'interès
- Beach Center Hamburg